# ユーリ・スココフ
ユーリ・ウラジーミロヴィチ・スココフ（Ю́рий Влади́мирович Ско́ков、Yurii Vladimirovich Skokov、1938年6月20日 - 2013年2月5日）は、ロシアの政治家。エリツィン政権初期に安全保障会議書記を務めた。

## 経歴
1938年6月20日、極東ウラジオストクで生まれる。両親は国家保安委員会（KGB）に勤務するチェキストであった。レニングラード電気技術大学を卒業し、無線設計技師となる。ソ連軍技術研究所勤務を経て、1988年国防工業企業体「クワンテンプ」社長となり、軍部、軍需産業界に人脈を持つ。
1989年人民代議員（社会団体としてのソ連共産党枠から）に選出される。1990年ボリス・エリツィンがロシア連邦共和国最高会議議長に選出される。エリツィン最高会議議長の下でイワン・シラーエフがロシア共和国首相に就任し、スココフは第一副首相に任命される。1991年エリツィンがロシア共和国大統領に当選すると経済政策担当大統領顧問、安全保障問題担当国家顧問を務める。
軍産複合体に足場を持つスココフは、エリツィンにとっても重宝な存在であった。ゲンナジー・ブルブリス、エゴール・ガイダル、アナトリー・チュバイスらが推進したショック療法が失敗し、保守派が台頭する中、1992年安全保障会議書記に任命される。スココフは、保守派に近い中間派として経済の国家統制を主張していた。エリツィンには重用されて首相候補の呼び声もあったが、エリツィンとアレクサンドル・ルツコイ副大統領、ルスラン・ハズブラートフ最高会議議長を中心とする一派との対立が先鋭化、エリツィンが議会の押さえ込みをねらって大統領特別統治に関する大統領令を出そうとすると、これに署名を拒否したため、1993年5月11日ゲオルギー・ヒジャ（ヒージャ）副首相とともに解任される。
安保会議書記解任後、国際・地域間研究センター所長に就任。1993年4月政治ブロック「ロシア人共同体会議」を結成し、議長に就任する。ロシア人共同体会議には、ロシア民主党のニコライ・トラフキンやセルゲイ・グラジエフ、そして6月にはアレクサンドル・レーベジ将軍が参加し、愛国派の政治勢力として旋風を巻き起こすかに見えた。12月ロシア連邦議会下院国家会議選挙ではスココフの出身地である極東での高い得票率、レーベジの当選などは実現したが、全国的には5パーセント条項を越えることができず、政治的に失速し、その後、レーベジとも袂を分かった。
1995年12月下院選挙では落選した。2013年2月5日に74歳で死去。